# Vecmīlgrāvis

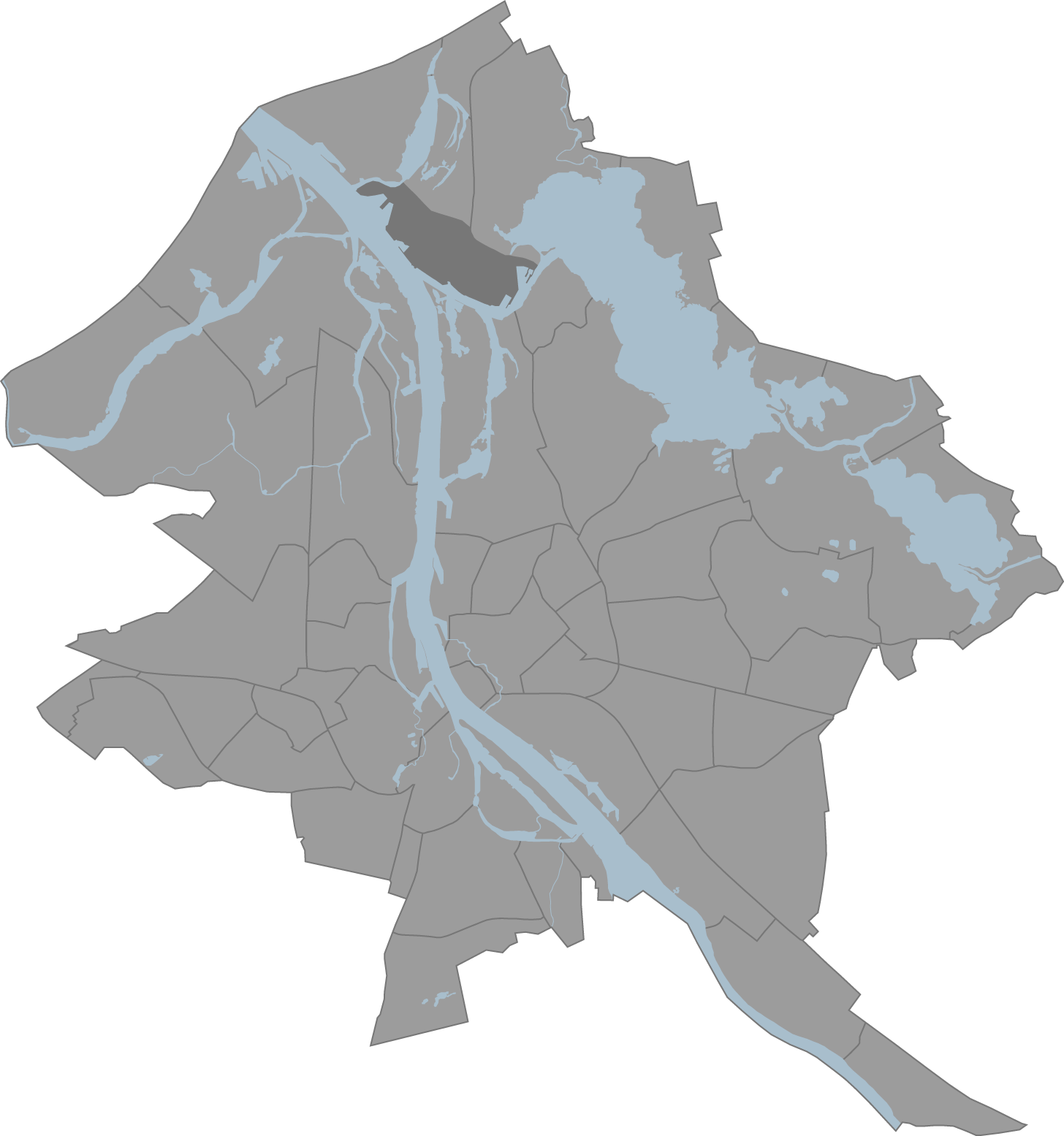
Localización de Vecmīlgrāvis en Riga

Vecmīlgrāvis es un barrio de Riga, Letonia situado al norte de la ciudad a una distancia de entre 12 y 14 km del centro.
Desde 1203 hasta 1305 la zona perteneció a la Abadía de Daugavgrīva. Posteriormente fue traspasada a la Orden Livona y después sería incluida como propiedad de la Casa Mangaļi.
A partir de 1922 pasó a ser incorporada al territorio de Riga, sin embargo no hubo acceso posible hasta 1934, cuando se construyó el canal.